# Liberate
«Liberate», сингл американской рок-группы Disturbed. Песня была выпущена как третий сингл от их второго студийного альбома Believe.

## Видео музыки
Видео музыки было записано для этой песни, на концерте во время Music as a Weapon Tour II туров.

## Список композиций
Слова и музыка всех песен — Disturbed.
| №                   | Название            | Длительность |
| ------------------- | ------------------- | ------------ |
| 1.                  | «Liberate»          | 3:30         |
| Общая длительность: | Общая длительность: | 3:30         |

## Участники записи
- Дэвид Майкл Дрейман — вокал
- Дэн Джозеф Дониган — гитара
- Стив Кмак — бас-гитара
- Майкл Уоррен Венгрен — ударные

## Позиция в чарте
| Год  | Чарт                   | Позиция |
| ---- | ---------------------- | ------- |
| 2003 | Mainstream Rock Tracks | 4       |
| 2003 | Modern Rock Tracks     | 22      |